# Hráč a trenér měsíce 1. české fotbalové ligy
Anketa Hráč a trenér měsíce Fortuna:ligy (do konce sezóny 2013/14 Hráč a trenér měsíce Gambrinus ligy) je vyhlašována Ligovou fotbalovou asociací od srpna 2012. Komise LFA nominuje každý měsíc v obou kategoriích tři 
kandidáty, z nichž potom fanoušci pomocí internetového hlasování určují vítěze. Ti poté obdrží upomínkové trofeje. Hlavní myšlenkou organizátorů ankety je zvýšení prestiže domácí ligy a připomenutí nejlepších výkonů za daný měsíc.

## Seznam vítězů

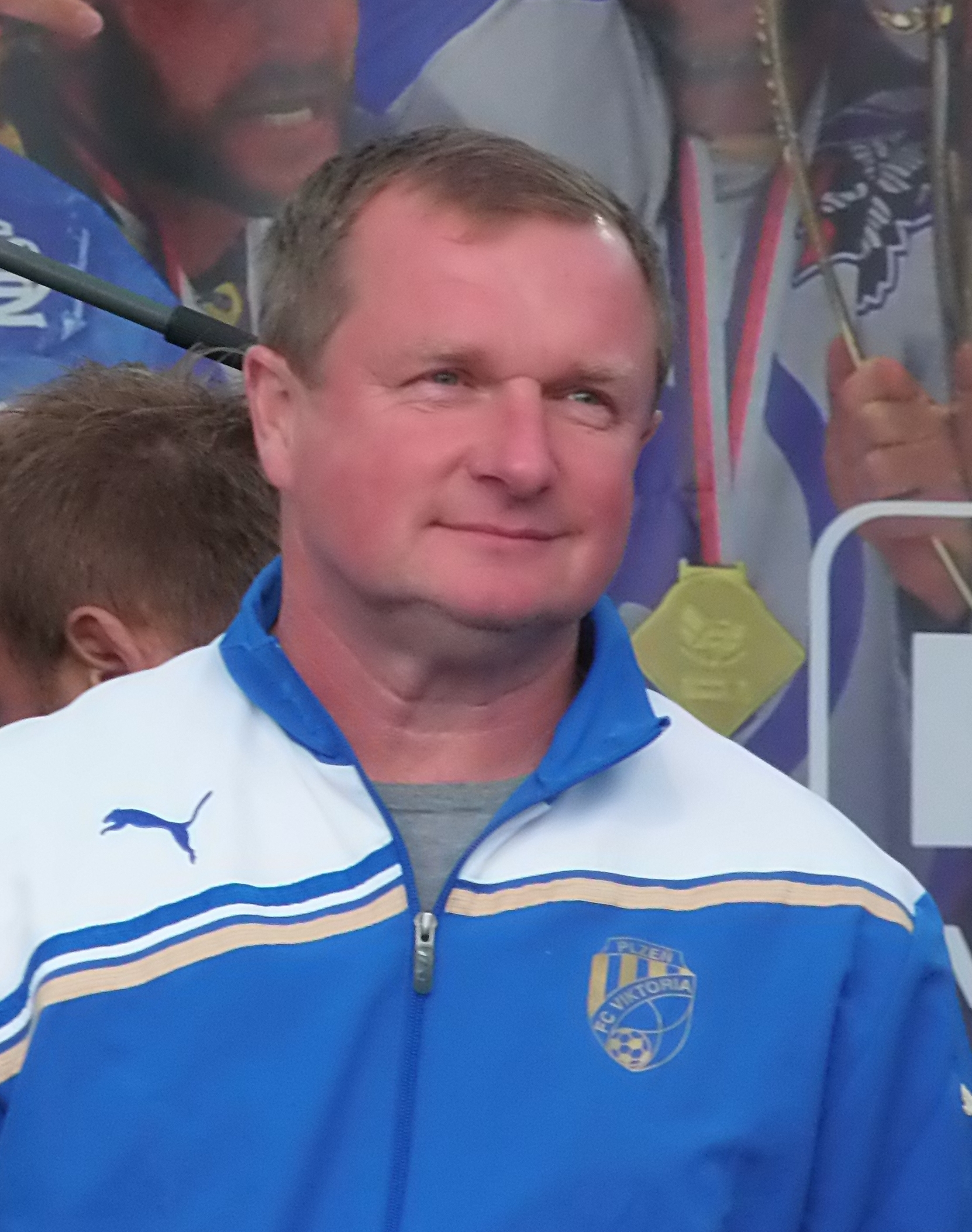
Pavel Vrba zvítězil v anketě osmkrát.

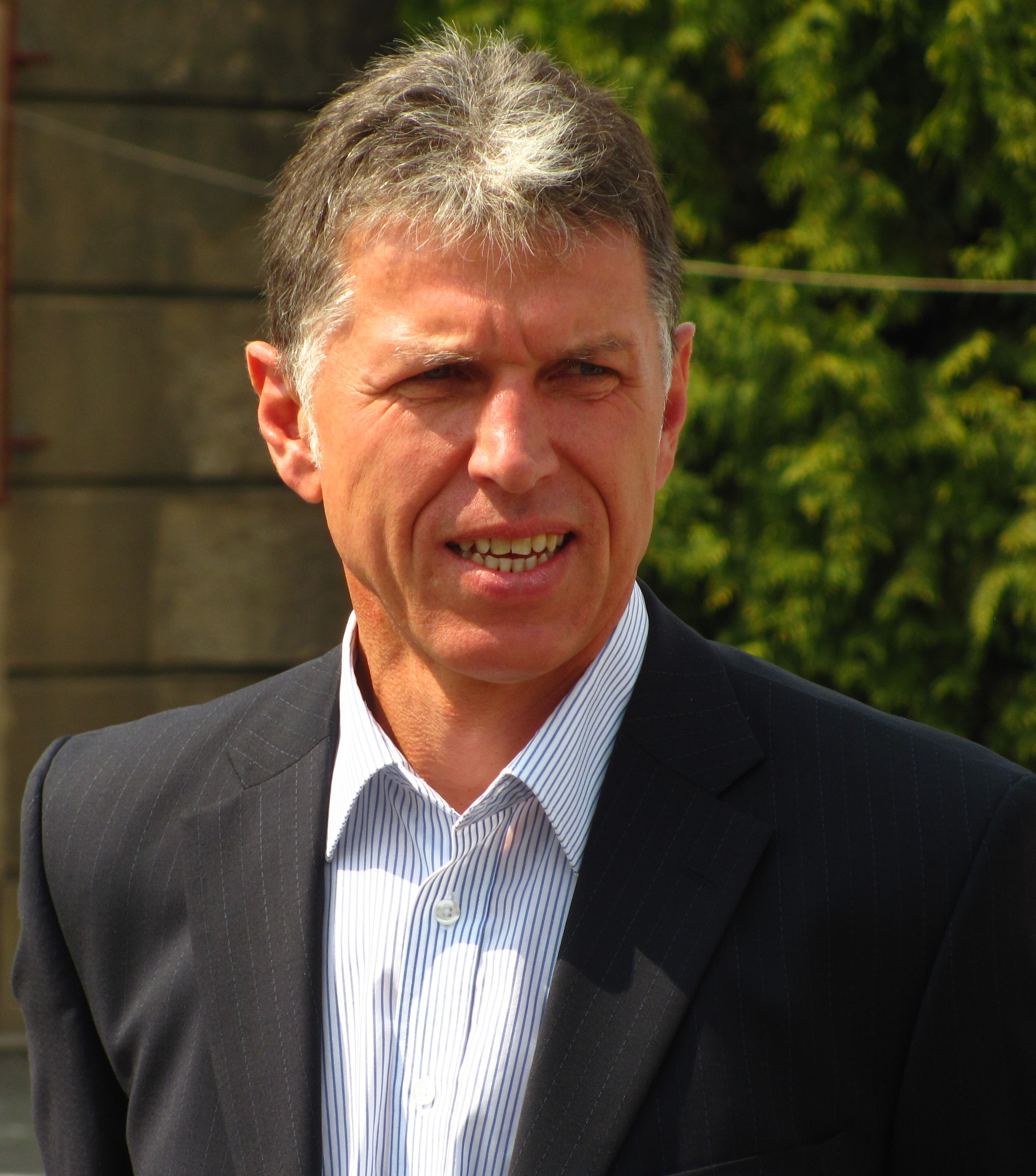
Jaroslav Šilhavý vyhrál ocenění Trenér měsíce sedmkrát.

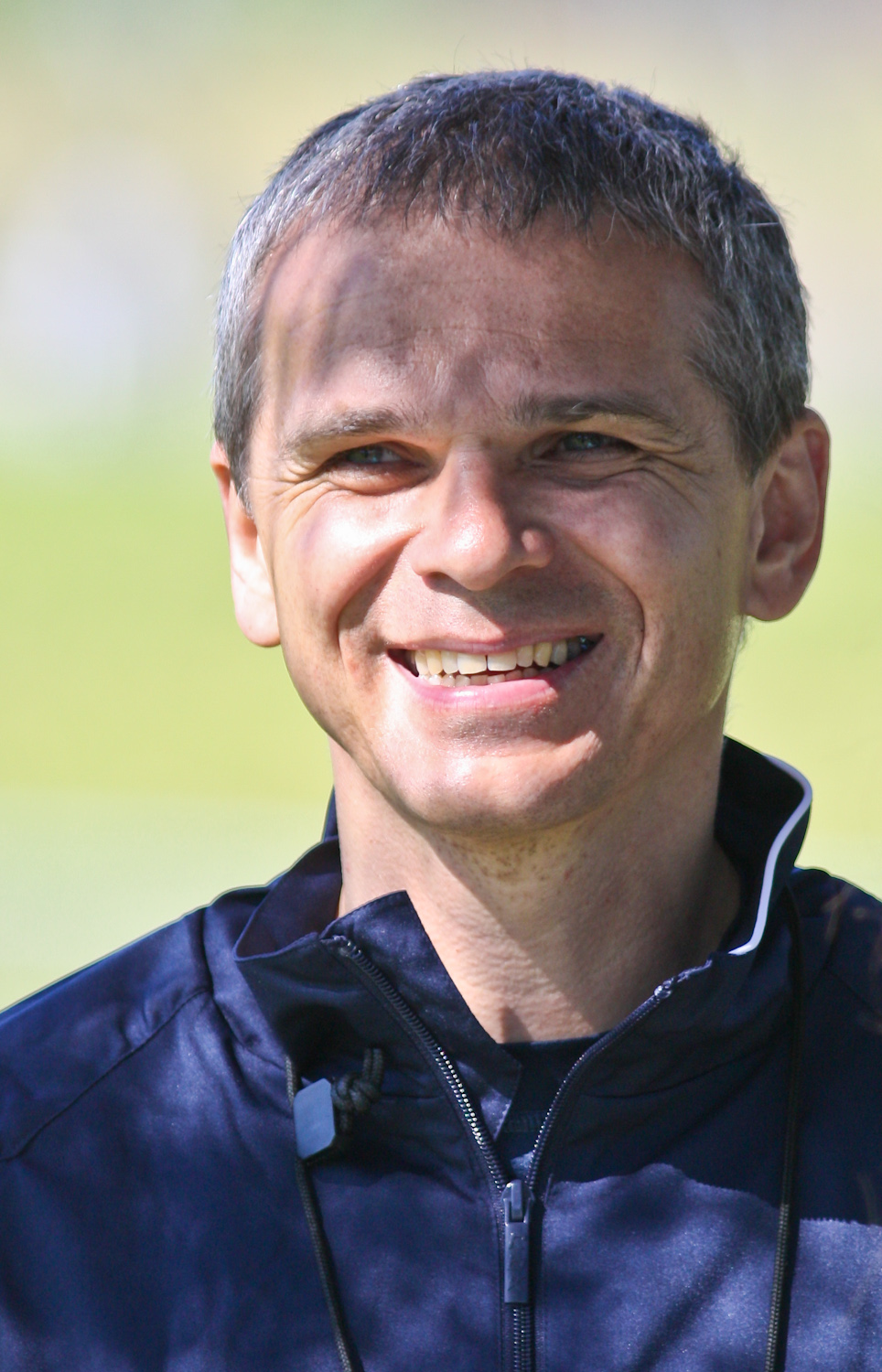
Vítězslav Lavička byl oceněn čtyřikrát.

### Sezóna 2012/13
| Měsíc         |       | Hráč            | Klub hráče        |       | Trenér            | Klub trenéra      |
| ------------- | ----- | --------------- | ----------------- | ----- | ----------------- | ----------------- |
| Září 2012     | Česko | Martin Latka    | SK Slavia Praha   | Česko | Petr Rada         | SK Slavia Praha   |
| Říjen 2012    | Česko | Václav Kadlec   | AC Sparta Praha   | Česko | Vítězslav Lavička | AC Sparta Praha   |
| Listopad 2012 | Česko | Vladimír Darida | FC Viktoria Plzeň | Česko | Pavel Vrba        | FC Viktoria Plzeň |
| Březen 2013   | Česko | Milan Baroš     | FC Baník Ostrava  | Česko | Vítězslav Lavička | AC Sparta Praha   |
| Duben 2013    | Česko | Jiří Štajner    | FC Slovan Liberec | Česko | Pavel Vrba        | FC Viktoria Plzeň |
| Květen 2013   | Česko | Tomáš Mičola    | SK Slavia Praha   | Česko | Michal Petrouš    | SK Slavia Praha   |
| Červenec 2013 | Česko | Tomáš Wágner    | FC Viktoria Plzeň | Česko | Pavel Vrba        | FC Viktoria Plzeň |

### Sezóna 2013/14
| Měsíc         |                     | Hráč             | Klub hráče          |       | Trenér            | Klub trenéra        |
| ------------- | ------------------- | ---------------- | ------------------- | ----- | ----------------- | ------------------- |
| Srpen 2013    | Bosna a Hercegovina | Aidin Mahmutović | FK Teplice          | Česko | Pavel Vrba        | FC Viktoria Plzeň   |
| Září 2013     | Česko               | Jakub Brabec     | AC Sparta Praha     | Česko | Zdeněk Ščasný     | FK Teplice          |
| Říjen 2013    | Česko               | Jaromír Blažek   | FC Vysočina Jihlava | Česko | Vítězslav Lavička | AC Sparta Praha     |
| Listopad 2013 | Zimbabwe            | Costa Nhamoinesu | AC Sparta Praha     | Česko | Pavel Vrba        | FC Viktoria Plzeň   |
| Březen 2014   | Bosna a Hercegovina | Haris Harba      | FC Vysočina Jihlava | Česko | Petr Rada         | FC Vysočina Jihlava |
| Duben 2014    | Česko               | Ladislav Krejčí  | AC Sparta Praha     | Česko | Vítězslav Lavička | AC Sparta Praha     |
| Květen 2014   | Česko               | Josef Hušbauer   | AC Sparta Praha     | Česko | Tomáš Bernady     | FC Baník Ostrava    |

### Sezóna 2014/15
| Měsíc         |           | Hráč             | Klub hráče        |           | Trenér           | Klub trenéra      |
| ------------- | --------- | ---------------- | ----------------- | --------- | ---------------- | ----------------- |
| Srpen 2014    | Česko     | Milan Škoda      | SK Slavia Praha   | Česko     | Miroslav Beránek | SK Slavia Praha   |
| Září 2014     | Česko     | Libor Došek      | 1. FC Slovácko    | Česko     | Zdeněk Ščasný    | FK Teplice        |
| Říjen 2014    | Česko     | Bořek Dočkal     | AC Sparta Praha   | Česko     | Jaroslav Šilhavý | FK Jablonec       |
| Listopad 2014 | Česko     | Jan Kopic        | FK Jablonec       | Česko     | Jaroslav Šilhavý | FK Jablonec       |
| Únor 2015     | Česko     | Milan Škoda      | SK Slavia Praha   | Česko     | Jaroslav Šilhavý | FK Jablonec       |
| Březen 2015   | Česko     | Daniel Kolář     | FC Viktoria Plzeň | Česko     | Václav Kotal     | FC Zbrojovka Brno |
| Duben 2015    | Česko     | Filip Novák      | FK Jablonec       | Česko     | David Vavruška   | FC Slovan Liberec |
| Květen 2015   | Slovinsko | Elvis Bratanović | Bohemians 1905    | Slovensko | Roman Pivarník   | Bohemians 1905    |

### Sezóna 2015/16
| Měsíc         |           | Hráč          | Klub hráče        |       | Trenér              | Klub trenéra      |
| ------------- | --------- | ------------- | ----------------- | ----- | ------------------- | ----------------- |
| Srpen 2015    | Česko     | Milan Škoda   | SK Slavia Praha   | Česko | Jindřich Trpišovský | FC Slovan Liberec |
| Září 2015     | Slovensko | Michal Ďuriš  | FC Viktoria Plzeň | Česko | Dušan Uhrin ml.     | SK Slavia Praha   |
| Říjen 2015    | Česko     | Jan Kovařík   | FC Viktoria Plzeň | Česko | Jindřich Trpišovský | FC Slovan Liberec |
| Listopad 2015 | Česko     | Milan Škoda   | SK Slavia Praha   | Česko | Bohumil Páník       | FC Fastav Zlín    |
| Únor 2016     | Česko     | Josef Šural   | AC Sparta Praha   | Česko | Zdeněk Ščasný       | AC Sparta Praha   |
| Březen 2016   | Slovensko | Michal Ďuriš  | FC Viktoria Plzeň | Česko | Zdeněk Ščasný       | AC Sparta Praha   |
| Duben 2016    | Česko     | Roman Hubník  | FC Viktoria Plzeň | Česko | Karel Krejčí        | FC Viktoria Plzeň |
| Květen 2016   | Česko     | Antonín Barák | SK Slavia Praha   | Česko | Dušan Uhrin ml.     | SK Slavia Praha   |

### Sezóna 2016/17
| Měsíc         |       | Hráč             | Klub hráče        |           | Trenér              | Klub trenéra      |
| ------------- | ----- | ---------------- | ----------------- | --------- | ------------------- | ----------------- |
| Září 2016     | Česko | Jan Chramosta    | FK Mladá Boleslav | Česko     | Jaroslav Šilhavý    | SK Slavia Praha   |
| Říjen 2016    | Česko | Michal Škoda     | FC Zbrojovka Brno | Česko     | Jaroslav Šilhavý    | SK Slavia Praha   |
| Listopad 2016 | Česko | Michael Krmenčík | FC Viktoria Plzeň | Slovensko | Roman Pivarník      | FC Viktoria Plzeň |
| Únor 2017     | Česko | Jan Sýkora       | SK Slavia Praha   | Česko     | Jaroslav Šilhavý    | SK Slavia Praha   |
| Březen 2017   | Česko | Roman Hubník     | FC Viktoria Plzeň | Slovensko | Jozef Weber         | MFK Karviná       |
| Duben 2017    | Česko | Martin Fillo     | FK Teplice        | Česko     | Jindřich Trpišovský | FC Slovan Liberec |
| Květen 2017   | Česko | Jan Holenda      | FK Dukla Praha    | Česko     | Jaroslav Šilhavý    | SK Slavia Praha   |

### Sezóna 2017/18
| Měsíc         |       | Hráč             | Klub hráče        |       | Trenér              | Klub trenéra        |
| ------------- | ----- | ---------------- | ----------------- | ----- | ------------------- | ------------------- |
| Srpen 2017    | Česko | Martin Fillo     | FK Teplice        | Česko | Václav Jílek        | SK Sigma Olomouc    |
| Září 2017     | Česko | Michael Krmenčík | FC Viktoria Plzeň | Česko | Pavel Vrba          | FC Viktoria Plzeň   |
| Říjen 2017    | Česko | Milan Kerbr      | FC Slovan Liberec | Česko | Jindřich Trpišovský | FC Slovan Liberec   |
| Listopad 2017 | Česko | Michal Škoda     | FC Zbrojovka Brno | Česko | Pavel Vrba          | FC Viktoria Plzeň   |
| Únor 2018     | Česko | Tomáš Wágner     | MFK Karviná       | Česko | Martin Svědík       | FC Vysočina Jihlava |
| Březen 2018   | Česko | Matěj Pulkrab    | FC Slovan Liberec | Česko | Petr Rada           | FK Jablonec         |
| Duben 2018    | Česko | Jakub Plšek      | SK Sigma Olomouc  | Česko | Bohumil Páník       | FC Baník Ostrava    |
| Květen 2018   | Česko | Milan Heča       | 1. FC Slovácko    | Česko | Petr Rada           | FK Jablonec         |

### Sezóna 2018/19
| Měsíc         |           | Hráč             | Klub hráče        |           | Trenér              | Klub trenéra      |
| ------------- | --------- | ---------------- | ----------------- | --------- | ------------------- | ----------------- |
| Červenec 2018 | Česko     | Jan Matoušek     | 1. FK Příbram     | Česko     | Jindřich Trpišovský | SK Slavia Praha   |
| Srpen 2018    | Česko     | Michael Krmenčík | FC Viktoria Plzeň | Česko     | Bohumil Páník       | FC Baník Ostrava  |
| Září 2018     | Ghana     | Benjamin Tetteh  | AC Sparta Praha   | Česko     | Ivan Kopecký        | SFC Opava         |
| Říjen 2018    | Slovensko | Miroslav Stoch   | SK Slavia Praha   | Česko     | Jindřich Trpišovský | SK Slavia Praha   |
| Listopad 2018 | Česko     | Martin Doležal   | FK Jablonec       | Slovensko | Zsolt Hornyák       | FC Slovan Liberec |
| Prosinec 2018 | Česko     | Jan Kovařík      | FC Viktoria Plzeň | Česko     | Stanislav Hejkal    | FK Teplice        |
| Únor 2019     | Česko     | Libor Kozák      | FC Slovan Liberec | Slovensko | Jozef Weber         | FK Mladá Boleslav |
| Březen 2019   | Česko     | Jakub Hora       | FK Teplice        | Česko     | Václav Jílek        | SK Sigma Olomouc  |
| Duben 2019    | Česko     | Tomáš Wágner     | MFK Karviná       | Česko     | František Straka    | MFK Karviná       |
| Květen 2019   | Česko     | Tomáš Souček     | SK Slavia Praha   | Slovensko | Jozef Weber         | FK Mladá Boleslav |

### Sezóna 2019/20
| Měsíc         |       | Hráč            | Klub hráče                 |           | Trenér              | Klub trenéra               |
| ------------- | ----- | --------------- | -------------------------- | --------- | ------------------- | -------------------------- |
| Červenec 2019 | Česko | Jan Kopic       | FC Viktoria Plzeň          | Česko     | Pavel Vrba          | FC Viktoria Plzeň          |
| Srpen 2019    | Česko | Jakub Plšek     | SK Sigma Olomouc           | Česko     | Jindřich Trpišovský | SK Slavia Praha            |
| Září 2019     | Česko | Jakub Mareš     | FK Teplice                 | Česko     | Jindřich Trpišovský | SK Slavia Praha            |
| Říjen 2019    | Česko | Tomáš Souček    | SK Slavia Praha            | Česko     | Martin Svědík       | 1. FC Slovácko             |
| Listopad 2019 | Česko | Jaroslav Drobný | SK Dynamo České Budějovice | Česko     | David Horejš        | SK Dynamo České Budějovice |
| Prosinec 2019 | Česko | Milan Škoda     | SK Slavia Praha            | Česko     | Martin Svědík       | 1. FC Slovácko             |
| Únor 2020     | Česko | Pavel Bucha     | FC Viktoria Plzeň          | Slovensko | Adrián Guľa         | FC Viktoria Plzeň          |
| Květen 2020   | Česko | Aleš Čermák     | FC Viktoria Plzeň          | Slovensko | Adrián Guľa         | FC Viktoria Plzeň          |

### Sezóna 2020/21
| Měsíc            | Hráč                  | Tým             | Trenér              | Tým                        |
| ---------------- | --------------------- | --------------- | ------------------- | -------------------------- |
| srpen            | Lukáš Juliš           | AC Sparta Praha | Václav Kotal        | AC Sparta Praha            |
| září             | Adam Hložek           | AC Sparta Praha | Radoslav Látal      | SK Sigma Olomouc           |
| říjen a listopad | Tomáš Poznar          | FC Fastav Zlín  | David Horejš        | SK Dynamo České Budějovice |
| prosinec         | Abdallah Sima         | SK Slavia Praha | Petr Rada           | FK Jablonec                |
| leden            | Jan Kuchta            | SK Slavia Praha | Jindřich Trpišovský | SK Slavia Praha            |
| únor             | David Moberg Karlsson | AC Sparta Praha | Pavel Vrba          | AC Sparta Praha            |
| březen           | Nicolae Stanciu       | SK Slavia Praha | Jindřich Trpišovský | SK Slavia Praha            |
| duben            | Ivan Schranz          | FK Jablonec     | Petr Rada           | FK Jablonec                |

### Sezóna 2021/22
| Měsíc    | Hráč               | Tým                        | Trenér              | Tým               |
| -------- | ------------------ | -------------------------- | ------------------- | ----------------- |
| srpen    | Ivan Schranz       | SK Slavia Praha            | Pavel Vrba          | AC Sparta Praha   |
| září     | Ladislav Almási    | FC Baník Ostrava           | Michal Bílek        | FC Viktoria Plzeň |
| říjen    | Ewerton            | FK Mladá Boleslav          | Martin Svědík       | 1. FC Slovácko    |
| listopad | Fortune Bassey     | SK Dynamo České Budějovice | Jindřich Trpišovský | SK Slavia Praha   |
| prosinec | Matěj Pulkrab      | AC Sparta Praha            | Michal Bílek        | FC Viktoria Plzeň |
| únor     | Jan Fortelný       | FK Teplice                 | Jiří Jarošík        | FK Teplice        |
| březen   | Ondřej Lingr       | SK Slavia Praha            | Miroslav Koubek     | FC Hradec Králové |
| duben    | David Douděra      | FK Mladá Boleslav          | Michal Bílek        | FC Viktoria Plzeň |
| květen   | Jean-David Beaugel | FC Viktoria Plzeň          | Michal Bílek        | FC Viktoria Plzeň |

### Sezóna 2022/23
| Měsíc    | Hráč            | Tým               | Trenér          | Tým                  |
| -------- | --------------- | ----------------- | --------------- | -------------------- |
| srpen    | Stanislav Tecl  | SK Slavia Praha   | Michal Bílek    | FC Viktoria Plzeň    |
| září     | Tomáš Chorý     | FC Viktoria Plzeň | Michal Bílek    | FC Viktoria Plzeň    |
| říjen    | Jakub Řezníček  | FC Zbrojovka Brno | Michal Bílek    | FC Viktoria Plzeň    |
| listopad | Lukáš Haraslín  | AC Sparta Praha   | Brian Priske    | AC Sparta Praha      |
| únor     | Dominik Janošek | FK Pardubice      | Brian Priske    | AC Sparta Praha      |
| březen   | Jan Kuchta      | AC Sparta Praha   | Jaroslav Veselý | Bohemians Praha 1905 |
| duben    | Ladislav Krejčí | AC Sparta Praha   | Zdenko Frťala   | FK Teplice           |
| květen   | Václav Jurečka  | SK Slavia Praha   | Brian Priske    | AC Sparta Praha      |

### Sezóna 2023/24
| Měsíc    | Hráč               | Tým               | Trenér          | Tým               |
| -------- | ------------------ | ----------------- | --------------- | ----------------- |
| červenec | Mojmír Chytil      | SK Slavia Praha   | Zdenko Frťala   | FK Teplice        |
| srpen    | Pavel Bucha        | FC Viktoria Plzeň | Miroslav Koubek | FC Viktoria Plzeň |
| září     | Rafiu Durosinmi    | FC Viktoria Plzeň | Brian Priske    | AC Sparta Praha   |
| říjen    | Vasil Kušej        | FK Mladá Boleslav | Juraj Jarábek   | MFK Karviná       |
| listopad | Marek Havlík       | 1. FC Slovácko    | Martin Svědík   | 1. FC Slovácko    |
| leden    | Marek Havlík       | 1. FC Slovácko    | Miroslav Koubek | FC Viktoria Plzeň |
| únor     | Mojmír Chytil      | SK Slavia Praha   | Brian Priske    | AC Sparta Praha   |
| březen   | Václav Jurečka     | SK Slavia Praha   | David Holoubek  | FK Mladá Boleslav |
| duben    | Veljko Birmančević | AC Sparta Praha   | Brian Priske    | AC Sparta Praha   |
| květen   | Jan Kuchta         | AC Sparta Praha   | David Horejš    | FC Hradec Králové |

### Sezóna 2024/25
| Měsíc    | Hráč                  | Tým               | Trenér              | Tým               |
| -------- | --------------------- | ----------------- | ------------------- | ----------------- |
| červenec | Filip Zorvan          | SK Sigma Olomouc  | Lars Friis          | AC Sparta Praha   |
| srpen    | Jan Kliment           | SK Sigma Olomouc  | Jindřich Trpišovský | SK Slavia Praha   |
| září     | El Hadji Malick Diouf | SK Slavia Praha   | Jindřich Trpišovský | SK Slavia Praha   |
| říjen    | Prince Kwabena Adu    | FC Viktoria Plzeň | Miroslav Koubek     | FC Viktoria Plzeň |
| listopad | Ewerton               | FC Baník Ostrava  | Pavel Hapal         | FC Baník Ostrava  |
| prosinec | Pavel Šulc            | FC Viktoria Plzeň | Zdenko Frťala       | FK Teplice        |
| únor     | Tomáš Chorý           | SK Slavia Praha   | Jindřich Trpišovský | SK Slavia Praha   |
| březen   | Filip Vecheta         | MFK Karviná       | Pavel Hapal         | FC Baník Ostrava  |
| duben    | Vasil Kušej           | SK Slavia Praha   | Jindřich Trpišovský | SK Slavia Praha   |
| květen   | Vasil Kušej           | SK Slavia Praha   | Luboš Kozel         | FK Jablonec       |

## Vícečetní výherci

### Hráči
| Pořadí | Vítězství | Jméno            | Klub                             | Vítězná období                           |
| ------ | --------- | ---------------- | -------------------------------- | ---------------------------------------- |
| 1.     | 5         | Milan Škoda      | SK Slavia Praha                  | 8/2014, 2/2015, 8/2015, 11/2015, 12/2019 |
| 2.     | 3         | Michael Krmenčík | FC Viktoria Plzeň                | 11/2016, 9/2017, 8/2018                  |
| 2.     | 3         | Tomáš Wágner     | FC Viktoria Plzeň, MFK Karviná   | 7/2013, 2/2018, 4/2019                   |
| 2.     | 3         | Jan Kuchta       | SK Slavia Praha, AC Sparta Praha | 1/2021, 3/2023, 5/2024                   |
| 3.     | 2         | Michal Škoda     | FC Zbrojovka Brno                | 10/2016, 11/2017                         |
| 3.     | 2         | Michal Ďuriš     | FC Viktoria Plzeň                | 9/2015, 3/2016                           |
| 3.     | 2         | Roman Hubník     | FC Viktoria Plzeň                | 4/2016, 3/2017                           |
| 3.     | 2         | Martin Fillo     | FK Teplice                       | 4/2017, 8/2017                           |
| 3.     | 2         | Jan Kovařík      | FC Viktoria Plzeň                | 10/2015, 12/2018                         |
| 3.     | 2         | Jan Kopic        | FK Jablonec, FC Viktoria Plzeň   | 11/2014, 7/2019                          |
| 3.     | 2         | Jakub Plšek      | SK Sigma Olomouc                 | 4/2018, 8/2019                           |
| 3.     | 2         | Tomáš Souček     | SK Slavia Praha                  | 5/2019, 10/2019                          |

### Trenéři
| Pořadí | Vítězství | Jméno               | Klub                                              | Vítězná období                                                                                            |
| ------ | --------- | ------------------- | ------------------------------------------------- | --- |
| 1.     | 13        | Jindřich Trpišovský | FC Slovan Liberec, SK Slavia Praha                | 8/2015, 10/2015, 4/2017, 10/2017, 7/2018, 10/2018, 8/2019, 9/2019,1/2021, 3/2021, 11/2021, 8/2024, 9/2024 |
| 2.     | 10        | Pavel Vrba          | FC Viktoria Plzeň                                 | 11/2012, 4/2013, 7/2013, 8/2013, 11/2013, 9/2017, 11/2017, 7/2019, 2/2021, 8/2021                         |
| 3.     | 7         | Jaroslav Šilhavý    | FK Jablonec, SK Slavia Praha                      | 10/2014, 11/2014, 2/2015, 9/2016, 10/2016, 2/2017, 5/2017                                                 |
| 3.     | 7         | Michal Bílek        | FC Viktoria Plzeň                                 | 9/2021,12/2021, 4/2022, 5/2022 8/2022, 9/2022, 10/2022                                                    |
| 4.     | 6         | Petr Rada           | SK Slavia Praha, FC Vysočina Jihlava, FK Jablonec | 8/2012, 3/2014, 3/2018, 5/2018, 12/2020, 4/2021                                                           |
|        | 6         | Brian Priske        | AC Sparta Praha                                   | 11/2022, 2/2023, 5/2023, 8/2023, 2/2024, 4/2024                                                           |
|        | 5         | Martin Svědík       | FC Vysočina Jihlava, 1. FC Slovácko               | 2/2018, 10/2019, 12/2019, 10/2021, 11/2023                                                                |
|        | 4         | Vítězslav Lavička   | AC Sparta Praha                                   | 10/2012, 3/2013, 10/2013, 4/2014                                                                          |
|        | 4         | Miroslav Koubek     | FC Hradec Králové, FC Viktoria Plzeň              | 3/2022 8/2023, 1/2024, 9/2024                                                                             |
|        | 4         | Zdeněk Ščasný       | FK Teplice, AC Sparta Praha                       | 9/2013, 9/2014, 2/2016, 3/2016                                                                            |
| 7.     | 3         | David Horejš        | SK Dynamo České Budějovice, FC Hradec Králové     | 11/2019, 11/2020, 5/2024                                                                                  |
| 7.     | 3         | Zdenko Frťala       | FK Teplice                                        | 4/2023, 7/2023, 12/2024                                                                                   |
| 7.     | 3         | Bohumil Páník       | FC Fastav Zlín, FC Baník Ostrava                  | 11/2015, 4/2018, 9/2018                                                                                   |
| 7.     | 3         | Jozef Weber         | MFK Karviná, FK Mladá Boleslav                    | 7/2017, 2/2019, 5/2019                                                                                    |
| 12.    | 2         | Dušan Uhrin ml.     | SK Slavia Praha                                   | 9/2015, 5/2016                                                                                            |
| 12.    | 2         | Adrián Guľa         | FC Viktoria Plzeň                                 | 2/2020, 5/2020                                                                                            |
| 12.    | 2         | Václav Kotal        | AC Sparta Praha                                   | 3/2015, 8/2020                                                                                            |

### Podle klubů
V tabulce jsou uvedeny kluby, které byly oceněny pětkrát a více. 
| Pořadí | Vítězství | Klub              | Ocenění hráči | Ocenění trenéři                                                                                              |
| ------ | --------- | ----------------- | --- | --- |
| 1.     | 43        | FC Viktoria Plzeň | Vladimír Darida, Tomáš Wágner, Jan Kopic, Daniel Kolář, 2 Pavel Bucha, Aleš Čermák, 2x Michal Ďuriš, 2x Jan Kovařík, 2x Roman Hubník, 3x Michael Krmenčík, Tomáš Chorý, Rafiu Durosinmi, Prince Kwabena Adu, Pavel Šulc, Jean-David Beaugel                       | 8x Pavel Vrba, 7x Michal Bílek, 3x Miroslav Koubek, 2x Adrián Guľa, Karel Krejčí, Roman Pivarník             |
| 2.     | 41        | SK Slavia Praha   | 5x Milan Škoda, 2x Václav Jurečka, 2x Mojmír Chytil, Martin Latka, Tomáš Mičola, Antonín Barák, Jan Sýkora, Miroslav Stoch, 2x Tomáš Souček, Abdallah Sima, Jan Kuchta, Nicolae Stanciu, Stanislav Tecl, Malick Diouf, Ivan Schranz, Ondřej Lingr                 | 9x Jindřich Trpišovský, Petr Rada, Michal Petrouš, Miroslav Beránek, 2x Dušan Uhrin ml., 4x Jaroslav Šilhavý |
| 3.     | 33        | AC Sparta Praha   | 2x Jan Kuchta,Václav Kadlec, Jakub Brabec, Costa Nhamoinesu, Ladislav Krejčí, Josef Hušbauer, Bořek Dočkal, Josef Šural, Benjamin Tetteh, Lukáš Juliš, Adam Hložek, David Moberg Karlosson, Ladislav Krejci II, Lukáš Haraslín, Veljko Birmančevič, Matěj Pulkrab | 6x Brian Priske, 4x Vítězslav Lavička, 2x Zdeněk Ščasný, Václav Kotal, 2x Pavel Vrba, Lars Friis             |
| 4.     | 10        | FC Slovan Liberec | Jiří Štajner, Milan Kerbr, Matěj Pulkrab, Libor Kozák | David Vavruška, 4x Jindřich Trpišovský, Zsolt Hornyák                                                        |
| 5.     | 8         | FK Jablonec       | Jan Kopic, Filip Novák, Martin Doležal | 3x Jaroslav Šilhavý, 2x Petr Rada                                                                            |
| 5.     | 8         | FK Teplice        | Aidin Mahmutović, 2x Martin Fillo, Jakub Hora, Jakub Mareš | 2x Zdeněk Ščasný, Stanislav Hejkal                                                                           |
| 7.     | 5         | SK Sigma Olomouc  | 2x Jakub Plšek | 2x Václav Jílek, Radoslav Látal                                                                              |